# Klospruch

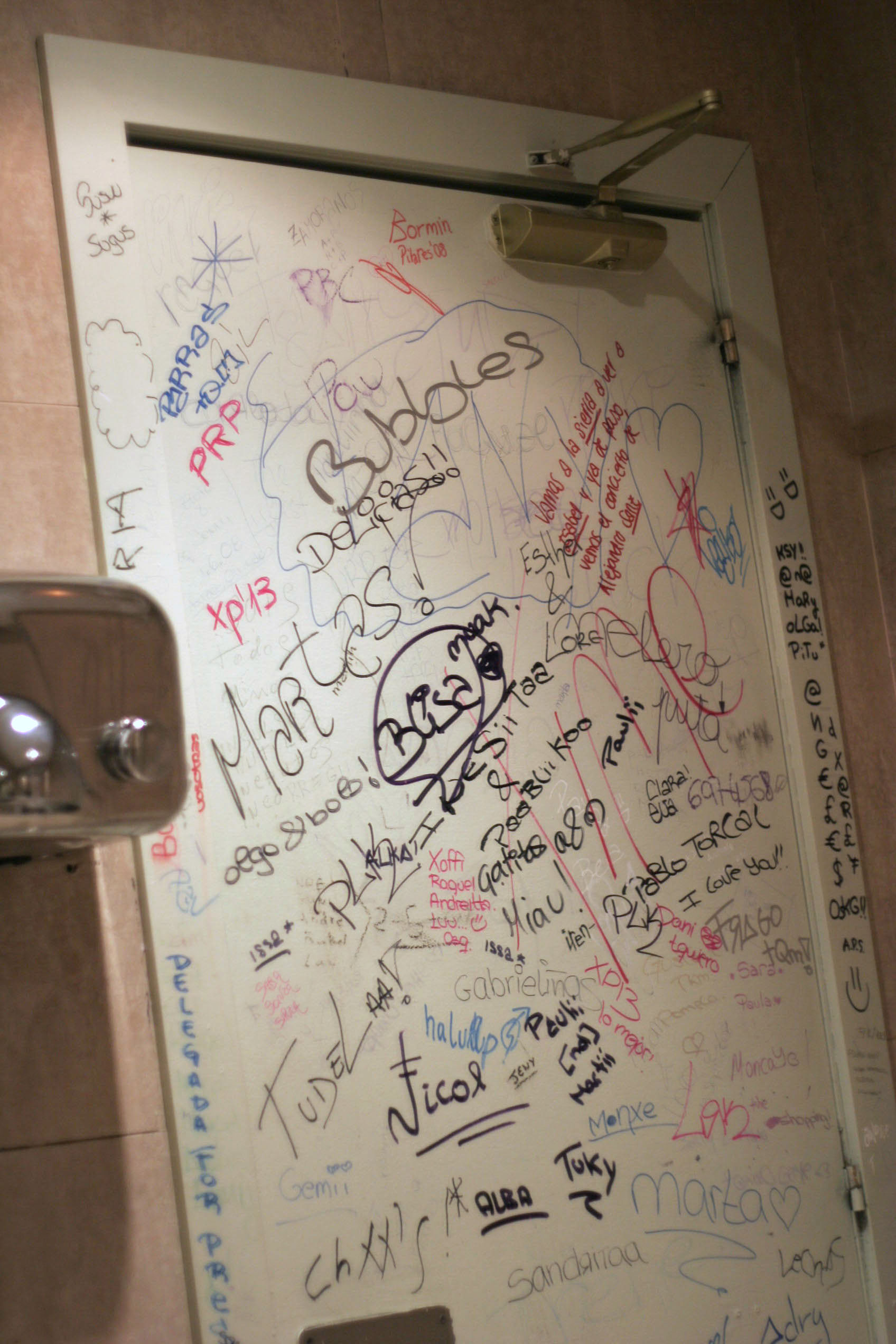
Klosprüche auf einer Toilettentür in Saragossa, Spanien

Ein Klospruch ist eine besondere Form der Graffiti, die man vor allem an den Innenwänden öffentlicher Toiletten findet. Man spricht auch von Klograffiti, Toilettengraffiti, Latrinalia oder Kloesie.
Klosprüche werden mit Bleistift, Kugelschreiber oder Filzstift geschrieben oder mit spitzen Gegenständen eingeritzt. Auch Kondomautomaten werden häufig mit Sprüchen versehen. Ein Klospruch kann auch in Form eines Stickers angeklebt werden. Klosprüche können alle möglichen Inhalte umfassen: vom Wunsch nach Sexkontakt, obszönen oder humoristischen Zeichnungen und Nonsens-Dichtungen bis hin zu mathematischen Formeln kann man – je nach Standort der Toilette – viele Formen von Klograffiti finden. Diese Kritzeleien sind meistens sehr kurzlebig, weil öffentliche Toiletten regelmäßig gereinigt werden.
Im juristischen Sinne kann das Anbringen von Klosprüchen auf fremden Toiletten unter bestimmten Voraussetzungen eine Sachbeschädigung darstellen und daher strafbar sein.

## Forschung
Da es sich um schriftliche oder grafische Spuren menschlicher Kommunikation handelt, können Klosprüche im weitesten Sinne auch der Literatur zugeordnet werden. In jedem Falle sind sie Teil menschlicher Schriftkultur. Als Teil der Lebenswelt dokumentieren sie den alltäglichen Sprachgebrauch. Ihre Geschichte ist so alt wie die menschliche Zivilisation; auch bei archäologischen Ausgrabungen wurden antike Latrinalia gefunden (siehe Bedürfnisanstalt), etwa in Pompeji.
Klograffiti sind auch Gegenstand wissenschaftlicher Studien, da sie viel über die Atmosphäre in einer Institution oder ganz allgemein über das menschliche Kommunikationsbedürfnis aussagen können. Das Studium von Klograffiti kann Gegenstand der Kulturwissenschaften sein, etwa in der Soziolinguistik, den Kommunikationswissenschaften, der Sexualforschung und der Psychologie, aber auch der Bildwissenschaften. In der Forschung hat sich unter anderem der Wiener Norbert Siegl einen Namen gemacht.
Die ersten wissenschaftlichen Arbeiten zu diesem Thema veröffentlichte die zwischen 1904 und 1913 erschienene Zeitschrift Anthropophyteia – Jahrbücher für ethnologische, folkloristische und kulturgeschichtliche Sexualforschung. Im Forschungsteam der Zeitschrift saßen unter anderem auch der Sexualforscher Iwan Bloch und Sigmund Freud.
Benjamin von Stuckrad-Barre dokumentiert in seinem Buch Einträge in Gästebüchern, Klosprüche, Wandkritzeleien in Aussichtstürmen, Gefängniszellen und andere vergängliche schriftliche Spuren der Zivilisation. Er beruft sich dabei auf Walter Kempowskis mehrbändiges Dokumentations-Projekt Das Echolot und auf den Theoretiker der Alltagskultur Ulf Poschardt.
Graffitiforschung befasst sich unter anderem auch mit dem geschlechtsspezifischen Unterschied innerhalb des Geschriebenen. Auch der Aspekt der Anonymität spielt in die Forschung mit ein. Sowohl Norbert Siegl als auch sein Kollege Siegfried Müller analysierten Toilettengraffiti an Universitäten, Siegl 1992 an der Universität Wien, Müller in den 1980er Jahren an der Universität Bielefeld.

## Popkultur
Der größte Teil der Ausgaben des Albums Beggars Banquet von The Rolling Stones zeigt den Nachbau einer Toilettenwand mit Graffiti, deren auffallendster Schriftzug  der Name der Band ist.
Die Website der Band Elsterglanz zeigt eine Klotür mit typischen Klosprüchen. Einige Sprüche sind mit Links zu den einzelnen Inhalten der Seite versehen.

### Materialsammlungen
- A. Bernd Abel (Hrsg.): 166 lustige Klosprüche.  Norderstedt, 2007, ISBN 978-3-8370-0614-8.
- A. Bernd Abel (Hrsg.): Das lustige Gästebuch für’s Klo – für vergnügliche Sitzungen und Geistesblitze. ISBN 978-3-8370-1453-2.
- Bernd Thomson (Hrsg.): Pissen ist Macht: neue Klo-Sprüche. Heyne, München 1986, ISBN 978-3-453-02305-5.
- Bernd Thomson (Hrsg.): Haste was, pisste was: Klo-Sprüche. Heyne, München 1987, ISBN 978-3-453-02143-3.
- Simon Graston (Hrsg.): Wendeklo: die besten Klosprüche zur deutschen Vereinigung. Eichborn, Frankfurt am Main 1998, ISBN 3-8218-3538-9.